# Río Quilimarí
Río Quilimarí är ett vattendrag i Chile.   Det ligger i regionen Región de Valparaíso, i den centrala delen av landet, 170 km nordväst om huvudstaden Santiago de Chile.
Omgivningen kring Río Quilimarí är i huvudsak ett öppet busklandskap. Området är ganska glesbefolkat, med 23 invånare per kvadratkilometer.